# Dick Figures: il film
Dick Figures: il film è un film animato del 2013 basato sulla webserie d'animazione Dick Figures.
In Italia è stato distribuito dalla Sony Pictures Home Entertainment.

## Doppiaggio
Il film è stato doppiato dalla CDC Sefit Group.